# プロップエア420便墜落事故
プロップエア420便墜落事故は、1998年6月18日にカナダで発生した航空事故である。
モントリオール・ドルバル国際空港からピーターバラ空港へ向かっていたプロップエア420便（フェアチャイルド スウェアリンジェン SA226-TC メトロ II）が離陸直後に機内火災に見舞われた。
パイロットはモントリオール・ミラベル国際空港への緊急着陸を試みたが滑走路付近に墜落し、乗員乗客11人全員が死亡した。

## 飛行の詳細

### 事故機
事故機のフェアチャイルド スウェアリンジェン SA226-TC メトロ II（C-GQAL）は1977年に製造番号TC-233として製造された。2基のギャレット TPE331-3UWを搭載しており、総飛行時間は28,931時間だった。プロップエアの機材となったのは1996年で、異常などに関する報告はされてなかった。

### 乗員
機長は35歳の男性だった。1986年11月にSA226の副操縦士となり、機長昇格後は複数の航空会社でSA226のチェックパイロットを勤めており、1996年5月から機長はチーフパイロットとしてプロップエアに雇われていた。また、同年12月からは同社のチェックパイロットとしての資格も取得していた。総飛行時間は6,515時間で、SA226では4,200時間の飛行経験があった。
副操縦士は35歳の男性だった。1998年3月にプロップエアに雇われ、同年5月9日に副操縦士としての承認を得て、5月13日から飛行訓練を開始した。総飛行時間は2,730時間で、SA226では93時間の飛行経験があった。
カナダ運輸安全委員会はパイロットたちの過去8日間のスケジュールについて調査を行い、二人とも十分な休息をとっていたと報告書で述べた。プロップエアの社長であるジャン・プロノヴォストは記者会見で二人のパイロットについて「彼らはプロだった」と話した。

## 事故の経緯
420便はゼネラル・エレクトリック（GE）によってチャーターされたシャトル便で、オンタリオ州ピーターボロとケベック州ラシーヌ間を定期的に往復していた。乗客9人は全員がGEの技術者で、GEの工場で水力発電タービンの設計を行うためにこの便を利用していた。
EDT7時01分、420便はモントリオール・ドルバル国際空港の滑走路24Lから離陸した。当時の気象予報では視程4法定マイルの煙霧、雲低1,500フィート (460 m)、600フィート (180 m)付近に雲が点在していると報告されていた。離陸滑走中、機体は左側へ引っ張られる傾向があり、パイロットが右へ機体を修正し続ける必要があった。7時03分、管制官は16,000フィート (4,900 m)までの上昇を許可した。
7時12分、「L HYD PRESS」と「R HYD PRESS」の警告灯が点灯し、油圧の低下が見られた。パイロットは油圧の低下を報告し、モントリオール・ドルバル国際空港へ引き返す許可を管制官に求めた。管制官は180度旋回を行い空港へ引き返す許可を与えた。この時点では機内で異常は見られなかった。7時13分36秒、旋回中に飛行制御に問題が生じ始め、さらに左翼が加熱を警告する警告灯が点灯した。パイロットはチェックリストの実行を行おうとしたが、その前に警告灯が消えた。機長は左エンジンで火災が発生したと判断し、左エンジンをシャットダウンした後に操縦を交代した。
機体の制御は困難で、姿勢を維持するには右の補助翼に強い力をかけ続ける必要があった。7時19分19秒、管制官はモントリオール・ミラベル国際空港への緊急着陸を提案し、パイロットはこれを了承した。この交信の直後、パイロットはエンジンノズルから炎が出ていることに気付き、管制官に知らせた。パイロットは緊急着陸の手順を開始し、着陸装置を手動で展開させるための準備を行った。
7時23分10秒、パイロットは左翼の火災が鎮火したと報告したが、その4分後に再び火災が発生したと伝えた。この時点で機体の制御は著しく悪化しており、パイロットは補助翼のトリムを限界位置まで動かすことで姿勢を維持していた。
7時27分頃、最終進入中にパイロットは着陸装置を展開させようとしたが、着陸装置がロックされたことを示す3つのライトのうち点灯したのは2つのみだった。7時28分、420便が滑走路24Lの端付近を飛行していた時、火災によって損傷を負った左主翼が脱落し、機体は90度以上左に回転した。420便は滑走路に反転した状態で墜落し、2,500フィート (760 m)ほど滑り、滑走路を左に逸脱した状態で停止した。滑走路端で待機していた消防隊がすぐに駆けつけ、火災を鎮火した。2人の乗客が現場から救助されたが、重度のやけどによりその後死亡した。

## 事故調査

### 反応
モントリオール・ミラベル国際空港のディレクターであるレイ・モネットは、「消防隊は可能な限り迅速に消火活動を行ったが、搭乗者を救うには遅すぎた」とコメントした。GEカナダのボブ・ギレスピー会長は「社員全員がこの出来事を悲しんでおり、忘れてはならない出来事だ」と述べた。プロップエアの社長であるジャン・プロノボストはパイロットたちはプロフェッショナルであったと言い、また友人でもあったと話した。運輸大臣のデイビット・コルネットは事故の2週間前にミラベル空港で緊急事態を想定した訓練が行っており、救助隊は適切な行動をとっていたと言った。
ジャン・クレティエン首相とリュシアン・ブシャールケベック州首相は遺族に対して哀悼の意を示した。

### 初期調査
カナダ運輸安全委員会（TSB）が事故調査を行った。墜落の数分前にパイロットは機内火災を報告していた。火災が発生していたことは残骸の調査によって確認された。墜落直後に現場へ駆けつけたジル・デジエルは、「機体の4分の3は完全に焼けており、真っ黒だった」と証言した。事故機にはコックピットボイスレコーダー（CVR）は搭載されていたが、フライトデータレコーダー（FDR）は搭載されていなかった。CVRは残骸からすぐに発見されたが、データが30分しか記録されないものだった。その他の残骸も調査官によってほとんどが回収された。胴体部の残骸は最初の破片が回収された地点から670ｍほど離れていた地点にあった。
前脚と右主脚は墜落時の衝撃によって損傷を負っていたものの、墜落前にできたとみられる損傷は無かった。一方、左主脚は墜落前に脱落しており、その付近の部品には加熱されたような兆候が見られた。着陸装置の部品からは溶けたアルミニウムの破片が採取された。部品の痕跡から、これらが600℃以上の高温に長時間さらされていた可能性が示唆された。

### 火災の兆候
左右の主翼にはそれぞれ2カ所に温度センサーが取り付けられており、これらの温度を基にオーバーヒートの警報が作動する仕組みだった。1つは吸気口付近の車輪格納部の上部に設置されており、もう1つは前縁部のオルタネーターワイヤーハーネスに取り付けられていた。前者の温度センサーで加熱が認められた場合、「R WINGOVHT」「L WINGOVHT」の警告灯が点灯し、後者では警告灯が点滅するよう設計されていた。チェックリストでは警告灯が点灯した場合はブリードエアのスイッチをオフにして、着陸装置を展開するよう指示されていたおり、3分以上警告灯が作動している場合には加熱の兆候がある主翼側のエンジンをシャットダウンするよう記載されていた。一方、警告灯が消えた場合に行うべき手順は記されておらず、注記に着陸装置を格納してブリードエアのスイッチをオフにした状態で飛行可能だと記載されていたのみだった。オーバーヒートの警報が作動した際のチェックリストやマニュアルにはタイヤが火災を起こしている可能性などについては触れていなかった。
パイロットは油圧系統の故障、飛行制御の問題、左エンジンでの火災に気づいていた。飛行中、「L WINGOVHT」の警告灯が点灯していたが、30秒ほどで自然に消えた。TSBは問題が解決したため警告灯が消えたのでは無く、火災によって電気系統のコードが焼き切れてしまったため警告灯が消灯したと推測した。パイロットがチェックリストを行ったという兆候は無く、ブリードエアスイッチはオンの状態で着陸装置は最終進入中に展開されるまで格納されたままだった。このことからパイロットがチェックリストを実行する前に警告灯が消えてしまったと推定された。警告灯が消灯した後、パイロットは飛行制御の悪化に直面した。調査から、激しい火災によって左主翼の剛性が低下し、主翼が異常に曲がり、補助翼の効果に影響を及ぼしたためだと判明した。火災が悪化するにつれて左主翼にかかる負荷も増し、最終的に左主翼が脱落した。翼桁は火災によって溶けたり燃え尽きたりはしていなかったが、大きく損傷していた。

### 離陸時のブレーキ動作

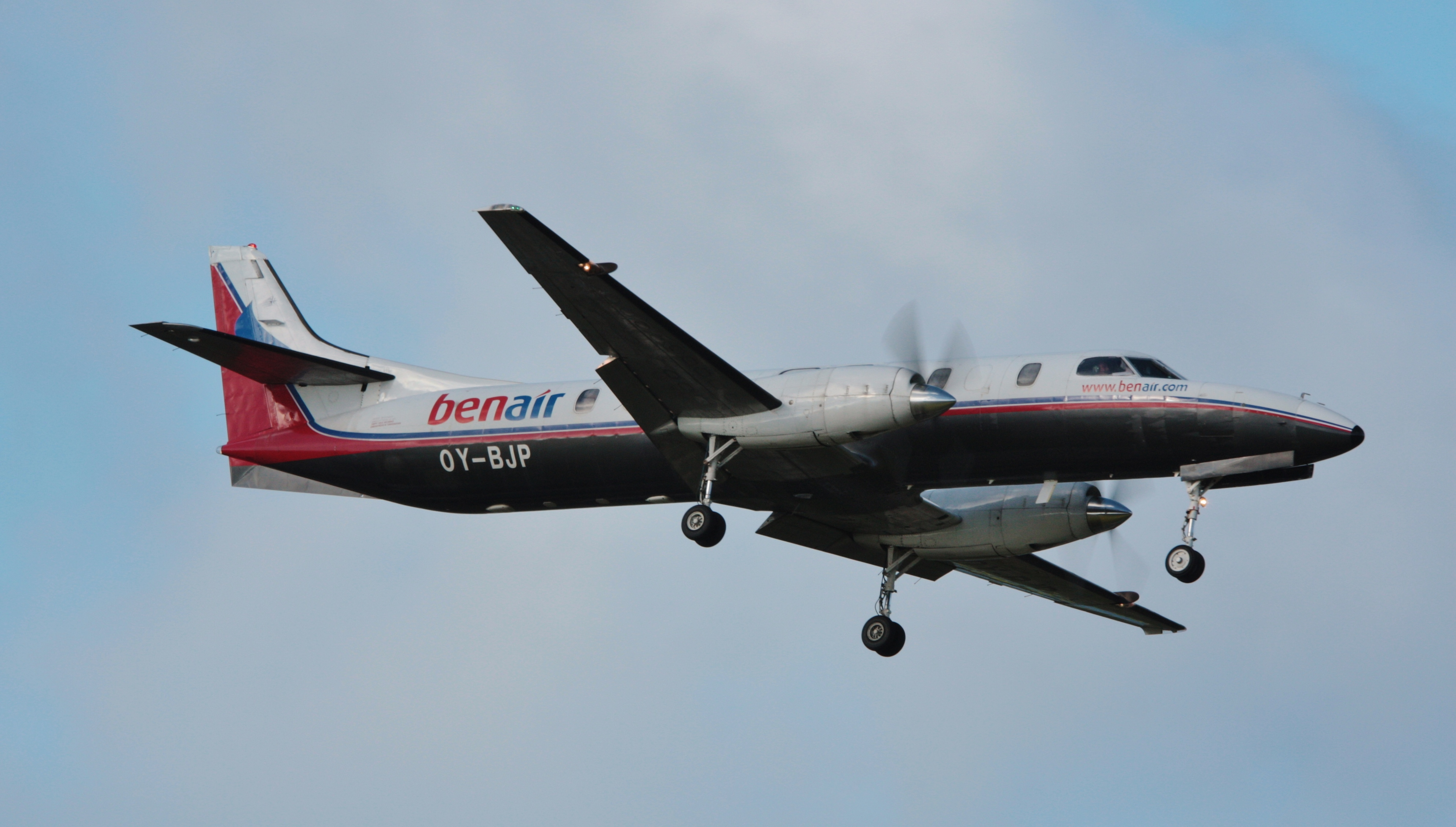
飛行中のメトロライナー。主脚はエンジンナセルの真下に配置されているため事故機では火災がナセルへ延焼し、さらに主翼などへ広がった。

調査官は離陸時に機体が左へ引っ張られ、パイロットが方向舵を用いて右へ修正する必要があったことに注目した。420便は必要とされる距離の約2倍滑走しており、滑走時間も必要な21秒よりも6秒多くかかっていた。回収された部品の調査から、離陸時に左主脚のブレーキが作動していたと調査官は判断したが、パイロットが離陸中止を決定するほど大きな異常は離陸時には見られなかったと結論づけた。パイロットはブレーキが作動していたことにもそれによってタイヤが過熱していたことにも気づかなかった。離陸後に着陸装置を格納するとタイヤは周りへ熱を放出し、最終的に火災が発生した。事故当時、SA226のような小型機にはタイヤの過熱を知らせる警告装置の搭載は義務づけられておらず、パイロットに過熱を知らせる手段は無かった。

### 油圧装置
事故機から回収された油圧装置などを検査した結果、多くの油圧作動油が純粋な液体では無く混合された液体であったことが判明した。事故機のブレーキ液には使用されていた液体とは異なる液体が34%含まれていた。これらの混合された作動油は純粋なものよりも発火点が低くなる可能性があった。
TSBは油圧作動油に関するテストを行い、純粋なものと混合されたものの特性について調べた。事故機のブレーキディスクの検査から、ディスクは600℃以上の高温にさらされていたと推測し、同様の条件下を再現し2回の実験を行った。1回目では純粋な作動油を用いて行われ、2回目では別の作動油が34%混合したものが使用された。その結果、純粋な作動油の発火点は450℃だったが、混合されたものでは424℃で発火し、純粋な作動油と同様に激しく燃えた。
TSBは最終報告書で「油圧が失われた原因は特定できなかったが、タイヤの激しい火災や熱によって引き起こされた可能性が高い。熱によって油圧管などが破損し、作動油が失われたものとみられる」と結論づけた。

### 火災の原因
TSBは残骸の調査と共に火災に関するテストや分析を行った。着陸装置の残骸の分析から、2つの左主脚のブレーキアセンブリが発火源であると特定した。離陸時にブレーキが作動していたためタイヤが滑走路面を激しくこすり、ブレーキディスクが600℃以上まで加熱された。調査官はブレーキの回路を検査したが、ブレーキが誤動作を起こしたという証拠は見つからなかった。
TSBは1993年2月に発行されたニュースレターにパーキングブレーキに関する以下のような記述があることを発見した。

タキシング、または離陸滑走を開始する前にパーキングブレーキが解除されているかを確認すること。パーキングブレーキのコントロールノブをOFFの位置へ動かすだけではブレーキを完全に解除することは出来ない。マニュアルに記載されているとおり、完全に解除するにはブレーキペダルに圧力をかける必要がある。ブレーキが完全に解除されないままタキシング、または離陸滑走を行うと以下の事象のいずれか、または全てが発生する可能性がある。
- タキシングに必要なエンジン出力の増加。
- 必要な離陸滑走距離の増加。
- ブレーキ部品の加熱、焼き付き、焼損。主脚のタイヤで火災が発生する可能性もある。
- 離陸時、またはその後の着陸時のタイヤの故障。
- 前脚のタイヤ付近のベントからの加熱した作動油の流出。

上記のような特性があったことから、パイロットはパーキングブレーキを使用しない傾向があり、代わりに手歯止めを使用していた。事故当日のエンジン始動時にも手歯止めが使用されていたが、離陸までの間にパイロットがパーキングブレーキを使用していたかどうかは不明だった。TSBはブレーキが作動した状態で離陸滑走を行った場合についてのテストを行い、パイロットがブレーキの作動について気付く可能性は低かったと判断した。また、ブレーキが急速に加熱され、通常よりも高い温度に達することが判明した。離陸後、着陸装置を上げると加熱されたブレーキは油圧パイプや燃料パイプ、複数の電気系統のケーブルと近い位置に格納された。
テストから、ブレーキディスクは450℃よりも高い温度まで加熱される可能性があると判明した。ブレーキ液を保護するニトリルゴム製のシールは135℃を超える温度にさらされると劣化し始めるため、ブレーキ液が流出したと推測された。事故機のブレーキ液は純粋なものではなかったため、より低い温度の425℃で発火する可能性があった。この炎がタイヤに延焼し、格納された着陸装置の近くに配置された油圧パイプなどを破壊するのに十分な火災を引き起こした。火災が左主翼とエンジンに深刻な損傷を与えたため燃料がタンクから漏れ出し、火災がさらに悪化した。

### 事故原因と安全勧告
3年10ヶ月の調査を経てTSBは最終報告書を発行し、事故原因として以下のことを結論づけた。

パイロットはタキシングと離陸滑走時にブレーキが作動していることに気づかず離陸を行った。離陸時に左主脚のブレーキは加熱され、異常なほどの熱を帯びた。この極端な高温にさらされたためブレーキ液を保護するシールが破損し、漏れ出たブレーキ液が発火したことによって主翼を脱落させるほど激しい火災が発生した。

TSBはSA226とSA227で過去にもブレーキの加熱や火災に関する事故が発生しており、420便と同様の事態を引き起こす危険性があったことを発見した。この事実から、TSBとアメリカのNTSBは複数の安全勧告を発令した。発令された安全勧告は以下の通り。
- カナダ運輸省はSA226およびSA227の飛行規程の改訂について検討しFAAと協議し、ブレーキの加熱による危険性を飛行マニュアルに明記させること[41]。（A98-02/カナダ運輸省宛）
- カナダ運輸省はFAA、フェアチャイルドと協議し、SA226およびSA227のブレーキ加熱を警告するシステムの設置について検討すること[42]。（A98-03/カナダ運輸省宛）
- カナダ運輸省はFAA、フェアチャイルド協議し、タイヤの破裂や火災が発生した場合に油圧パイプや燃料パイプへの損傷を軽減させる方法を検討すること[42]。（A98-04/カナダ運輸省宛）
- カナダ運輸省はSA226およびSA227を保有する全ての航空会社に対して、純粋なブレーキ液を使用するよう通達すること[43]。（A98-05/カナダ運輸省宛）
- カナダ運輸省はFAA、フェアチャイルドと協議し、SA226およびSA227に関する航空規格、整備手順、マニュアルなどについて妥当性を検討すること[43]。（A98-06/カナダ運輸省宛）
- ブレーキ液ではより高い発火点のMIL-H-83282のみを使用するよう各航空会社へ通達すること[2]。（A-98-113/FAA）
- ブレーキが過度に摩耗していることを検知出来るシステムを開発し、実装するようグッドリッチに通達すること[2]。（A-98-114/FAA）
- 主翼の加熱を知らせる警報を拡張し、ブレーキの加熱についても検知できるようにすること。同様に緊急手順を拡張し、タイヤの加熱にも対応できるようにすること[44]。（A-98-115/FAA）
- ブレーキの温度を監視するシステム、または加熱を検知するシステムを設置すること[44]。（A-98-116/FAA）
- タイヤの破裂を防ぐ仕組みを検討し、設置すること[2]。（A-98-117/FAA）
- タイヤの破裂や火災から各種パイプを保護する仕組みを検討し、設置すること[44]。（A-98-118/FAA）
- カナダ運輸省はFAA、フェアチャイルドと協議し、ブレーキ圧の警告装置の搭載について検討すること[45]。（A02-03/カナダ運輸省宛）

## 映像化
- メーデー!:航空機事故の真実と真相 第19シーズン第9話「Seconds From Touchdown」